# David especial
El David especial és un premi que el consell del David di Donatello assigna sense regularitat a actors, productors, directors i altres membres del cinema italià i internacional.
Inicialment es feia servir per premiar persones que no encaixaven en les categories existents o interpretacions d’actors jutjats mereixedors encara que no fossin premiats en les categories ja presents; més tard va conduir a la creació de diverses categories noves, com ara actors secundaris i director novell.
En els darrers anys s'ha utilitzat gairebé exclusivament per celebrar la carrera d'un artista, fins al punt que en algunes ocasions s'ha anomenat David di Donatello a la seva carrera.
Segons l'article 31 de l'Estatut de l'Acadèmia, el consell pot "assignar tres David especials amb relativa motivació i, possiblement, un altre per al millor operador del sector de les indústries tècniques". El guardó es lliura durant la cerimònia de lliurament del premi.

## Albo d'oro

### Anys 1960-1969
- 1960:
  - No atorgat

- 1961:

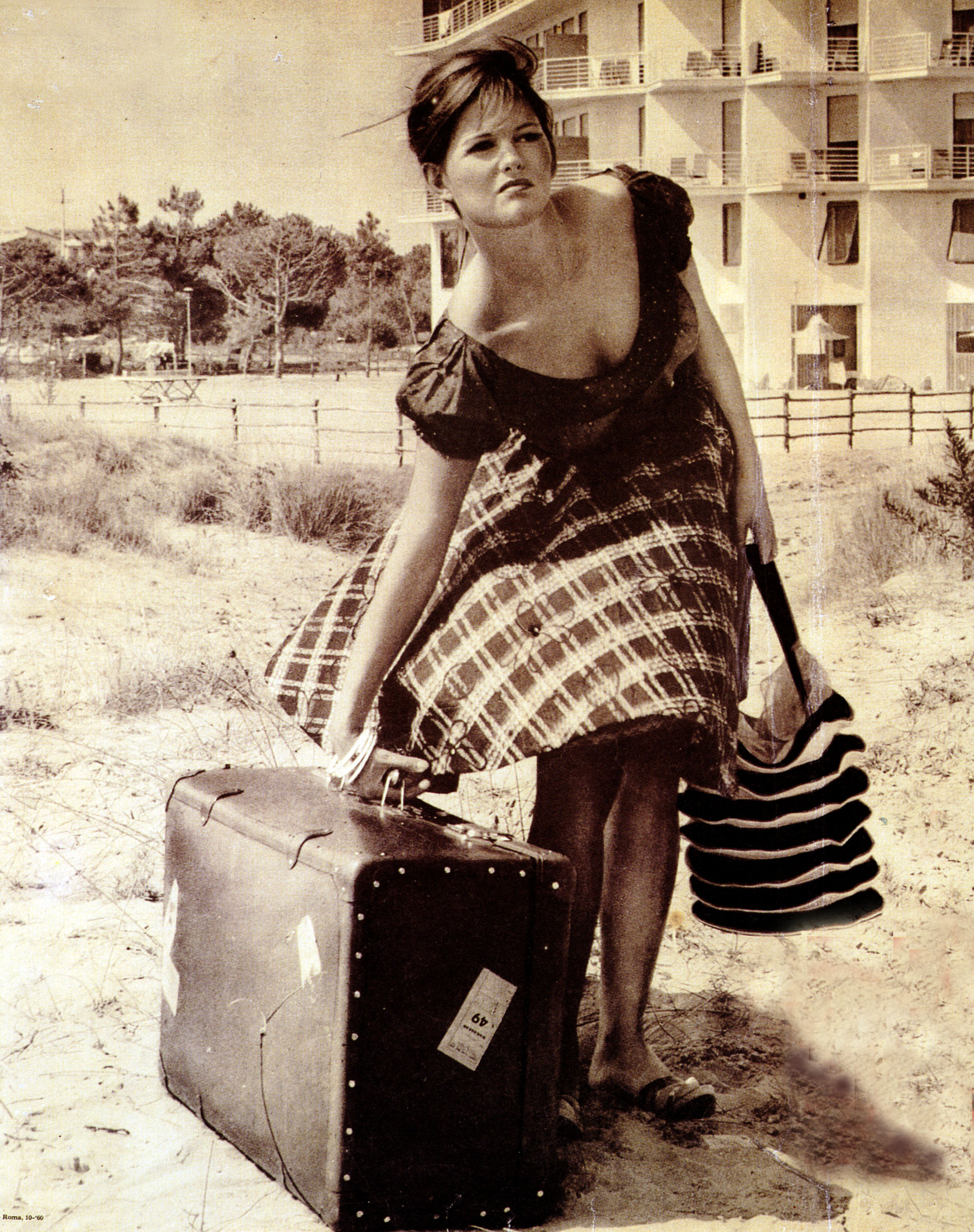
Claudia Cardinale a La ragazza con la valigia.

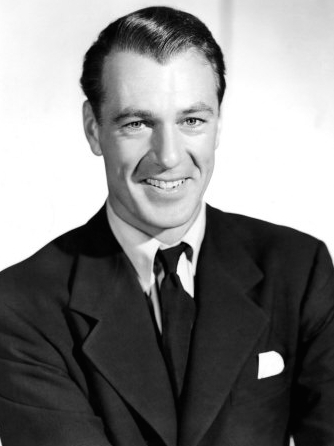
Gary Cooper, David especial a la carrera.

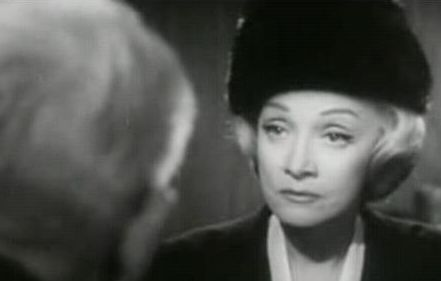
Marlene Dietrich a Els judicis de Nuremberg.

  - Franco Rossi, per la direcció a Odissea nuda
  - Claudia Cardinale, per la seva interpretació a La ragazza con la valigia
  - Gary Cooper, a la carrera

- 1962:
  - Lea Massari, per la seva interpretació a Una vita difficile i I sogni muoiono all'alba
  - Marlene Dietrich, per la seva interpretació a Els judicis de Nuremberg

- 1963:
  - No atorgat

- 1964:
  - No atorgat

- 1965:
  - No atorgat

- 1966:
  - No atorgat

- 1967:
  - Stefano Colagrande e Simone Giannozzi, per llurs interpretacions a Incompreso - Vita col figlio

- 1968:
  - No atorgat

- 1969:
  - No atorgat

### Anys 1970-1979
- 1970: 
  - Bruno Vailati, per la direcció a Andrea Doria -74
  - Massimo Ranieri i Ottavia Piccolo, per llurs interpretacions a Metello
  - Goldie Hawn, per la seva interpretació a Fiore di cactus
  - Marlène Jobert, per le sue interpretazioni in L'uomo venuto dalla pioggia i Ultimo domicilio conosciuto

- 1971: 
  - Enrico Maria Salerno, per la seva direcció a Anonimo veneziano
  - Nino Manfredi, per la seva direcció a Per grazia ricevuta
  - Lino Capolicchio, per la seva interpretació a Il giardino dei Finzi-Contini
  - Mimsy Farmer, per la seva interpretació a Quando il sole scotta
  - Rai producció, per la producció de I clowns
  - Mario Cecchi Gori, pel conjunt de la seva producció

- 1972: 
  - Folco Quilici, per la direcció a Oceano
  - Mariangela Melato, per la seva interpretació a La classe operaia va in paradiso i Mimì metallurgico ferito nell'onore
  - Vanessa Redgrave i Glenda Jackson, per llurs interpretacions a Mary, Queen of Scots
  - Alain Delon, a la carrera .
  - Jean-Louis Trintignant, a la carrera .

- 1973: 
  - Helmut Berger, per la seva interpretació a Ludwig
  - Al Pacino, per la seva interpretació a El Padrí
  - Maria Schneider per les seves interpretacions a L'últim tango a París i Cari genitori
  - Henry Fonda, a la carrera .

- 1974: 
  - Liv Ullmann, Ingrid Thulin, Harriet Andersson i Kari Sylwan, per llurs interpretacions a Crits i murmuris
  - Françoise Fabian i Lino Ventura, per llurs interpretacions a La Bonne Année
  - Burt Lancaster, a la carrera .
  - Turi Ferro, a la carrera .
  - Adriana Asti, per la sevaa versatilitat en els papers interpretatius
  - Goffredo Lombardo, per celebrar el 70è aniversari de la Titanus
  - Silvio Clementelli, per la seva contribució al cinema com a productor
  - Mario Pesucci, per la seva contribució al cinema com a distribuïdor

- 1975: 
  - Isabelle Adjani, per la seva interpretació a Lo schiaffo
  - Pio Angeletti e Adriano De Micheli, per llur contribució al cinema com a productors
  - Edmondo Amati, per la seva contribució al cinema com a productor e distribuïdor
  - Renato Pozzetto, pel nou tipus d’humorisme a les seves interpretacions
  - Fred Astaire, a la carrera .
  - Jennifer Jones, a la carrera .

- 1976: 
  - No atorgat

- 1977: 
  - Giorgio Ferrara, per la direcció a Un cuore semplice
  - Martin Scorsese, per la direcció a Taxi Driver
  - Jodie Foster, per la seva interpretació a Taxi Driver
  - Giuliano Gemma, per la seva interpretació a Il deserto dei Tartari
  - Angelica Ippolito, per la seva interpretació a Oh, Serafina!
  - Vincenzo Crocitti i Shelley Winters per llurs interpretacions a Un borghese piccolo piccolo
  - Mosfil'm (URSS), per la producció de Dersu Uzala
  - Alberto Lattuada, per la seva contribució al cinema.
  - Enrico Montesano, per la seva transició de la pantalla petita a la gran.
  - Sean Connery, per les seves contribucions al món de la interpretació.
  - Diana Ferrara, per les seves contribucions al ballet.
  - Teatre Bolxoi, per les seves contribucions al món de la interpretació..

- 1978: 
  - Paolo i Vittorio Taviani, per la direcció a Padre padrone
  - Bruno Bozzetto, per la direcció a Allegro non troppo
  - Michail Baryšnikov, per les coreografies de Due vite, una svolta
  - Mosfil'm (URSS), per la producció de Partitura incompiuta per pianola meccanica
  - Neil Simon, per la representació de la societat americana als seus guions

- 1979: 
  - Daniele Costantini, per la seva direcció novell Una settimana come un'altra
  - Claudia Weill, per la seva direcció novell Girlfriends
  - Stefano Madia, per la seva interpretació a Caro papà
  - Romy Schneider, per la seva interpretació a Una donna semplice
  - Amedeo Nazzari, a la carrera.

### Anys 1980-1989
- 1980: 
  - Carlo Verdone, pel seu debut a Un sacco bello
  - Enrico Montesano, per les seves interpretacions a Aragosta a colazione, Il ladrone i Qua la mano
  - Hanna Schygulla, per la seva interpretació a El matrimonio de Maria Braun
  - Justin Henry, per la seva interpretació a Kramer contra Kramer
  - Ray Stark (productor), a la carrera
  - Suso Cecchi D'Amico (guionista), a la carrera

- 1981: 
  - No atorgat

- 1982: 
  - No atorgat

- 1983: 
  - Marcello Mastroianni, a la carrera
  - Hanna Schygulla, per la sua prestigiosa presència al cinema europeu

- 1984: 
  - Titanus

- 1985: 
  - Sandro Pertini, President de la República Italiana
  - Italo Gemini, a la carrera (pòstum)

- 1986
  - Francesco Cossiga, President de la República Italiana
  - Nicola Signorello, Alcalde de Roma
  - Giulietta Masina, a la carrera

- 1987: 
  - Elena Daskowa Valenzano

- 1988
  - Giulio Andreotti

- 1989
  - No atorgat

### Anys 1990-1999
- 1990:
  - Alberto Sordi

- 1991: 
  - Mario Cecchi Gori, a la carrera[3]
  - Mario Nascimbene, a la carrera[3]
  - Alida Valli, a la carrera[3]
  - Vittorio Gassman

- 1992
  - Giuseppe Ieracitano e Valentina Scalici, per llurs interpretacions a Il ladro di bambini
  - Johnny Stecchino, David especial del jurat pel gran èxit de crítica i de públic

- 1993: 
  - Carlo Cecchi, per la seva interpretació a Morte di un matematico napoletano

- 1994: 
  - Alberto Sordi, a la carrera[3]
  - Stefano Dionisi, per la seva interpretació en l’àmbit del cinema italià juvenil

- 1995
  - Milčo Mančevski, per Abans de la pluja. Un testimoni èpic de la insensata violència fratricida que infecta la regió dels Balcans ens estimula a reflexionar tant sobre la indiferència culpable dels que estan observant com sobre la desesperada impotència dels qui no volen acceptar l'explosió d'una brutalitat sense principis.
  - Michele Placido, per Un eroe borghese. Amb talent i modèstia, va recórrer el llarg i insòlit itinerari d’actor a autor, creant obres de reconegut valor narratiu, artístic i civil.
  - Vittorio Cecchi Gori, pels seus èxits de producció importants i significatius durant la temporada de cinema
  - Aurelio De Laurentiis, per les novetats importants com a distribuïdor a la temporada de cinema

- 1996: 
  - Vittorio Gassman, a la carrera[3]
  - Gina Lollobrigida, a la carrera[3]
  - Virna Lisi, pel prestigi de la seva carrera
  - Rita Rusić, per l’alt nombre de pel·lícules destacades i de qualitat produïdes durant la temporada 95-96
  - Aurelio De Laurentiis, per l'atenció i el compromís empresarial i empresarial mostrat en les darreres temporades cinematogràfiques que l'han vist com a protagonista de la indústria cinematogràfica nacional, obtenint importants resultats de mercat gràcies a una alta rendibilitat i freqüència de públic i, alhora, dur a terme importants iniciatives de producció i distribució, amb especial atenció al cinema italià i europeu
  - Giovanni Di Clemente, per tota la seva activitat en el camp de la producció cinematogràfica des del 83 fins avui.

- 1997: 
  - Claudia Cardinale, a la carrera[3]
  - Marcello Mastroianni, a la memòria
  - Academy Pictures
  - Il ciclone produït per Vittorio Cecchi Gori i Rita Rusić, pel·lícula italiana amb el major consens públic.

- 1998: 
  - Tullio Pinelli, a la carrera[3]

- 1999: 
  - Mauro Bolognini, a la carrera[3]
  - Sophia Loren, a la carrera[3]
  - Alberto Sordi, a la carrera[3]

### Anys 2000-2009
- 2000: 
  - Massimo Boldi i Christian De Sica
  - Leonardo Pieraccioni
  - Vittorio Cecchi Gori

- 2001: 
  - Tony Curtis
  - Martin Scorsese
  - Enzo Verzini

- 2002: 
  - Liza Minnelli
  - Carlo Rambaldi
  - Franco Zeffirelli

- 2003: 
  - Gregory Peck
  - Isabelle Huppert

- 2004: 
  - Goffredo Lombardo
  - Steven Spielberg

- 2005: 
  - Mario Monicelli, a la carrera
  - Dino Risi, a la carrera
  - Cecchi Gori Group
  - Carlo Azeglio Ciampi
  - Tom Cruise

- 2006: Per celebrar el 50è aniversari del premi, es van atorgar 8 premis especials, el David del Cinquantenari, als representants més prestigiosos de la categories de la història del cinema italiana del període:
  - Francesco Rosi, per a directors
  - Suso Cecchi D'Amico, per als guionistes
  - Dino De Laurentiis, per a productors
  - Gina Lollobrigida, per als actors
  - Giuseppe Rotunno, per als directors de fotografia
  - Mario Garbuglia, per als escenògrafs
  - Piero Tosi, per als dissenyadors de vestuari
  - Ennio Morricone, per a músics

- 2007: 
  - Carlo Lizzani, a la carrera[3]
  - Giuliano Montaldo, a la carrera[3]
  - Armando Trovajoli, a la carrera[3]

- 2008: 
  - Luigi Magni, pels seus últims vuitanta anys
  - Gabriele Muccino, pels seus èxits als Estats Units com a autor i director
  - Carlo Verdone, pels seus primers trenta anys d'activitat (1978-2008)
  - cinema italià

- 2009:
  - Christian De Sica, durant vint-i-cinc anys d'èxit ininterromput amb les pel·lícules de Nadal
  - Fulvio Lucisano, pels seus cinquanta anys com a productor
  - Paolo Villaggio, a la carrera
  - Virna Lisi, a la carrera

### Anys 2010-2019
- 2010: 
  - Tonino Guerra, a la carrera
  - Terence Hill, a la carrera
  - Bud Spencer, a la carrera
  - Lina Wertmüller, a la carrera

- 2011: 
  - Claudio Bonivento, a la carrera
  - Ettore Scola, a la carrera
  - Giorgio Napolitano, per celebrar el 150è aniversari de la unificació d'Itàlia

- 2012: 
  - Liliana Cavani, a la carrera

- 2013: 
  - Vincenzo Cerami, a la carrera

- 2014:
  - Marco Bellocchio, a la carrera
  - Carlo Mazzacurati, a la memòria
  - Riz Ortolani, a la memòria
  - Andrea Occhipinti, pel seu compromís amb la distribució de pel·lícules
  - Sophia Loren, per la seva interpretació a Voce umana di Edoardo Ponti

- 2015:
  - Gabriele Muccino per la direcció de la pel·lícula Padri e figlie

- 2016:
  - Gina Lollobrigida, a la carrera
  - Paolo e Vittorio Taviani, a la carrera

- 2017:
  - Roberto Benigni, a la carrera

- 2018:
  - Diane Keaton, a la carrera
  - Stefania Sandrelli, a la carrera
  - Steven Spielberg, a la carrera

- 2019:
  - Tim Burton, a la carrera
  - Uma Thurman
  - Dario Argento
  - Francesca Lo Schiavo

### Anys 2020-2029
- 2020: 
  - Franca Valeri[4]